# Wilsonova mlžná komora

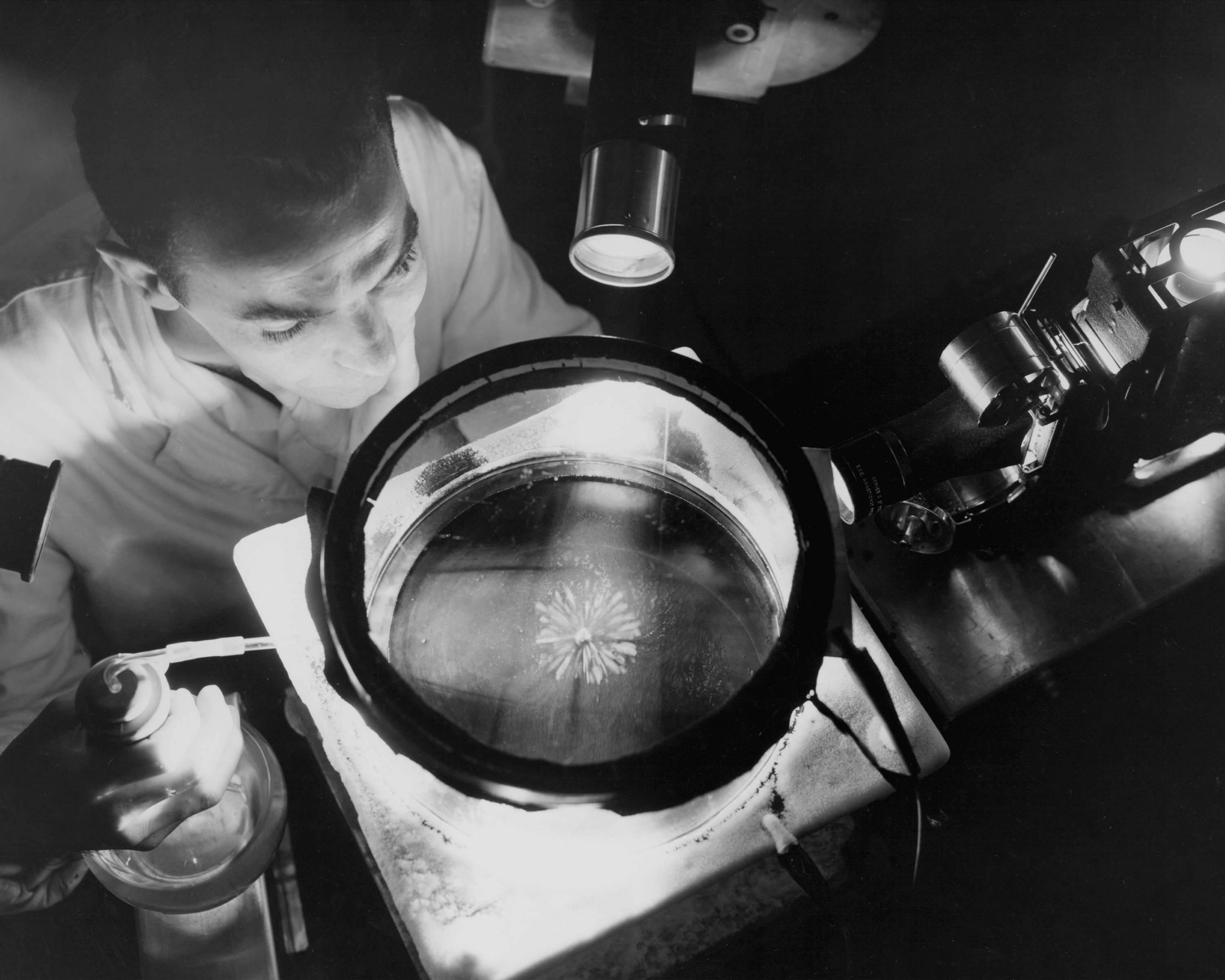
Fyzik si prohlíží stopy alfa částic v mlžné komoře

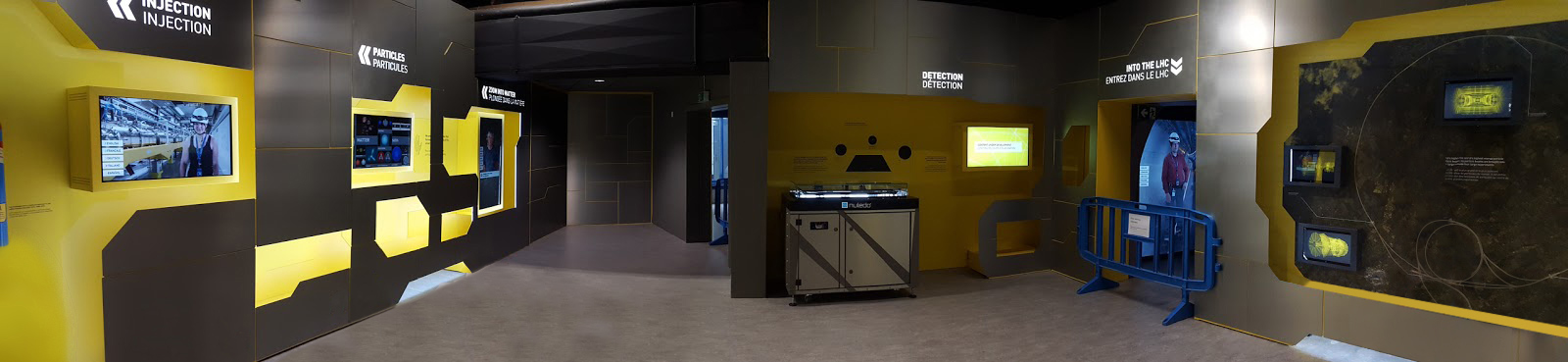
Česká mlžná komora umístěna v CERN na výstavě Microcosm

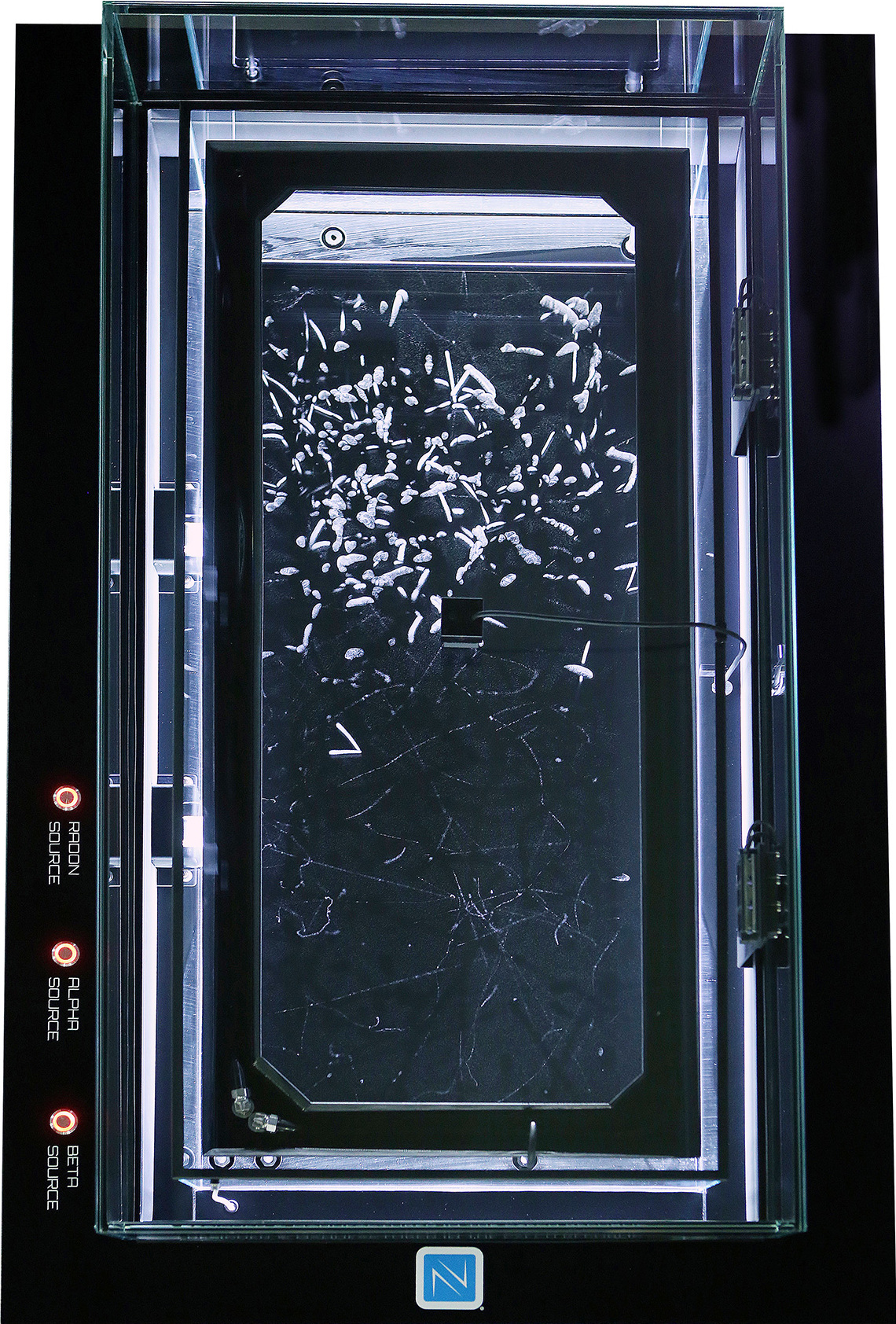
Pohled na mlžnou komoru shora. Na pozorovací ploše právě probíhá rozpad thoriové řady, kdy se radon Rn-220 rozpadá alfa přeměnou na polonium Po-216, které se ihned poté rozpadá na olovo Pb-212

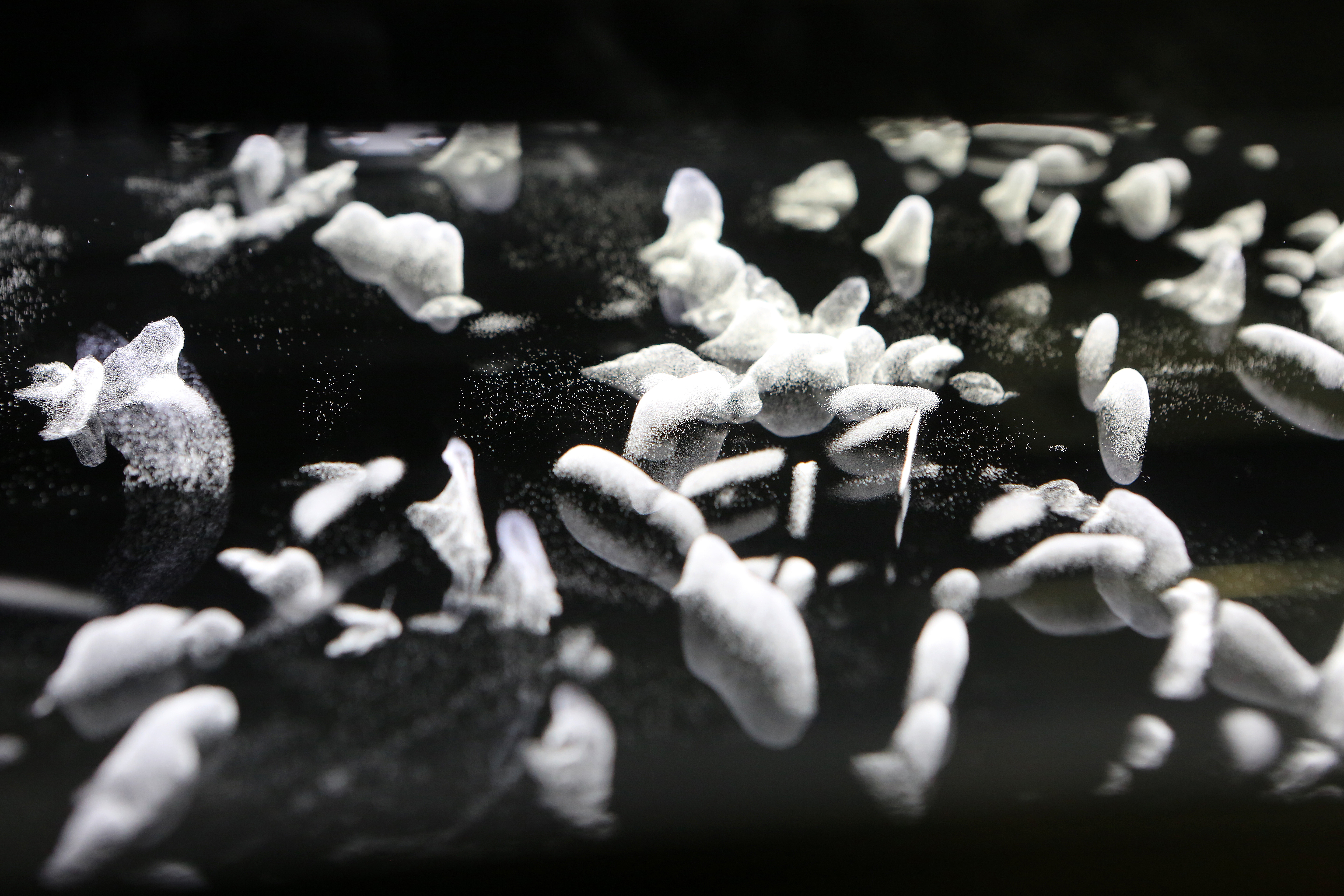
Detail mlžných stop v komoře

Wilsonova mlžná komora je fyzikální přístroj umožňující pozorovat dráhy elektricky nabitých částic. Částice prolétávající vzduchem obsahujícím podchlazené páry v něm zanechávají stopu v podobě vysrážených kapiček vody. Tyto stopy lze následně vyfotografovat.
Přístroj vynalezl Charles Thomson Rees Wilson počátkem 20. století, první pozorování jím uskutečnil v roce 1911. Za tento objev obdržel v roce 1927 Nobelovu cenu za fyziku. Ve druhé polovině 20. století byla mlžná komora postupně vytlačena dokonalejší bublinkovou komorou.

## Vývoj
Podle Wilsonova vyjádření vznikl popud k vynálezu při jeho pobytu v observatoři na skotském vrchu Ben Nevis v roce 1894. Pozoroval tam různé světelné jevy na mlze a mracích, obklopujících často observatoř. Po návratu do Cambridge se rozhodl jevy uměle reprodukovat v laboratoři. Wilson sestavil svou aparaturu z několika lahví, které umožňovaly během krátkého okamžiku snížit tlak vzduchu o desítky procent. Díky této expanzi poklesla teplota sytých par pod rosný bod a začala vznikat mlha.
Podle prací Johna Aitkena (1880) věděl, že podchlazené páry se srážejí na kondenzačních jádrech. Po řadě pokusů se kvůli vysrážení vody kolem částic prachu tyto částice smyly do vody a mlha dále při poklesu tlaku nevznikala. Wilson dále zjistil, že i po vyčištění vzduchu se při expanzi o více než 25 % začala mlha opět tvořit. Při expanzích ještě větších se mu dokonce podařilo získat mlhu podobných vlastností, jako na Ben Nevisu. Tento výzkum jej ale nezaujal tolik, jako vznik mlhy při nízkých podtlacích.
V roce 1896 požádal Wilson kolegu J. Thompsona o zapůjčení aparatury produkující rentgenové záření, jehož výzkum v Cambridgi právě započal. Pokusem ověřil, že toto záření zajistí vznik kondenzačních jader. Tento objev publikoval v témže roce.
V následujících letech Wilson svou aparaturu zdokonaloval. Rozhodl se, že je třeba dráhy částic zachytit během krátkého okamžiku. Proto svou aparaturu vybavil obloukovou lampou s mohutným kondenzorem, mechanikou pro rychlý pokles tlaku a fotoaparátem. První pozorování tímto zdokonaleným typem komory provedl v roce 1911.
V dalších letech pozoroval řadu dalších druhů částic a záření, jeho objev ale nezískal širší ohlas.
Větší rozvoj výzkumů pomocí Wilsonovy komory pozvolna začal až po 1. světové válce. Nejdůležitějším zdokonalením bylo vložení komory mezi póly magnetu. Díky tomu bylo možno studovat elektrické vlastnosti částic na základě zakřivení jejich dráhy magnetickým polem. Komora byla v dalších letech dále zdokonalována, ale ve druhé polovině 20. století byla postupně vytlačena dokonalejší bublinkovou komorou.

## Současnost
Moderní mlžné komory jsou stále využívány a vyvíjeny. Přestože v dnešní době byly ve vědě nahrazeny elektronickými přístroji, názornost mlžné komory zůstává nepřekonána. Nové technologie umožňují zobrazování mlžných stop v nevídaném kontrastu a jsou tak využívány především jako učební pomůcky a nástroje pro popularizaci radioaktivity.
Jedny z nejmodernějších mlžných komor vyrábí česká společnost Nuledo, která mezi své klienty řadí například i CERN ve Švýcarské Ženevě, kde je mlžná komora umístěna na výstavě Microcosm.